# ディディエ・シクス
ディディエ・シクス（Didier Six, 1954年8月21日 - ）は、フランス・リール出身の元同国代表サッカー選手。トーゴ代表、モーリシャス代表の元監督。ポジションはFW（ウインガー）。「シス」と表記される場合もある。

## 人物
いわゆるプラティニ時代のフランス代表を長く支えた選手の一人。1976年3月27日のチェコスロバキア戦で代表デビューを飾るとFIFAワールドカップには1978年および1982年に二度の出場を果たし、1984年に開催された欧州選手権では優勝メンバーの一人となった。
2011年から2014年までトーゴ代表の監督を務めた。2015年にモーリシャス代表の監督に就任したが、成績不振のため解任された。

## 選手歴
- ヴァランシエンヌFC 1972-1977
- RCランス 1977-1988
- オリンピック・マルセイユ 1978-1980
- クラブ・ブルッヘ 1980
- RCストラスブール 1981
- VfBシュトゥットガルト 1981-1983
- FCミュルーズ 1983-1984
- アストン・ヴィラFC 1984-1985
- FCメス 1985-1986
- RCストラスブール 1986
- ヴァランシエンヌFC 1987
- ガラタサライ 1987-1988
- FCヴァロリス 1989
- ASPVストラスブール 1989-1990
- VfBライプツィヒ 1991-1992

## 監督歴
- トーゴ代表 2011-2014
- モーリシャス代表 2015
- ギニア代表 2019-2021